# 役者買い
役者買い（やくしゃがい）は役者を独占的に個人契約すること。
江戸時代、人気の歌舞伎役者を贔屓筋の客が、座を設けて呼び寄せる習慣があった。女性が金を払って歌舞伎役者を男妾とする場合もあった。役者買いができるのは、豪商の後家や大奥の奥女中くらいだという。明治5年、歌舞伎役者の役者買いを重ね、主人を毒殺した「毒婦夜嵐おきぬ」事件が起きている。